# 3898 Curlewis
A 3898 Curlewis (ideiglenes jelöléssel 1981 SF9) a Naprendszer kisbolygóövében található aszteroida. Candy, M. P. fedezte fel 1981. szeptember 26-án.